# Tòa án Hình sự Quốc tế Rwanda
Tòa án Hình sự Quốc tế Rwanda (tiếng Anh: International Criminal Tribunal for Rwanda) là một tòa án quốc tế được thành lập vào tháng 11 năm 1994 bởi Nghị quyết 955 của Hội đồng Bảo an Liên Hợp Quốc có nhiệm vụ xét xử những người đã gây ra nạn diệt chủng Rwanda cùng những tội ác nghiêm trọng vi phạm luật pháp quốc tế xảy ra tại Rwanda từ ngày 01/01 đến ngày 31/12/1994.